# Olivier N'Zi
Yao Olivier Juslin N’Zi (20 december 2000) is een Ivoriaans voetballer die onder contract ligt bij Kapfenberger SV.

## Clubcarrière
N'Zi werd in februari 2019 door de Oostenrijkse tweedeklasser FC Juniors OÖ op huurbasis weggeplukt bij Olympic Sport d'Abobo. Hij speelde twee halve seizoenen in de 2. Liga, waarin hij telkens elf competitiewedstrijden speelde. In oktober 2020 haalde Kapfenberger SV hem terug naar Oostenrijk. Ook voor deze club kwam hij uit in de 2. Liga. In juli 2022 leende de club hem voor een seizoen uit aan de Belgische tweedeklasser RWDM. Daar kwam hij nauwelijks aan spelen toe. Op de tweede competitiespeeldag liet trainer Vincent Euvrard hem in de 1-0-zege tegen FCV Dender EH een paar minuten voor tijd invallen. De bekerwedstrijd tegen KSV Oudenaarde op 24 september 2022, waarin N'zi een volledige wedstrijd op het veld stond, was meteen zijn laatste officiële wedstrijd voor RWDM.